# Бретшнайдер, Карл Готлиб
Карл Го́тлиб Бре́тшнайдер (Бретшнейдер, нем. Karl Gottlieb Bretschneider; 1776—1848) — протестантский богослов.
С 1794 г. изучал теологию в Лейпциге, с 1804 г. читал в Виттенбергском университете лекции по богословию и философии, в 1807 г. назначен главным пастором в Шнееберге, в 1808 г. суперинтендантом в Аннаберге, в 1816 г. генерал суперинтендантом и главным советником консистории в Готе, где и скончался.
Его сын — Карл Антон Бретшнайдер (1808—1878) — немецкий математик.
Бретшнайдер с одинаковым успехом разрабатывал как теоретическую и научную, так и практическую часть богословия и был весьма искусным и ревностным поборником интересов церкви и школы. Из его научных трудов особенного внимания заслуживают: «Lexicon manuale graecolatinum in libres N. Test.» (3 изд., 2 т., Лейпц., 1840) и «Probabilia de evangelii et epistolarum Johannis apostoli indole et origine» (Лейпц., 1820), где он на основании внутренних соображений оспаривал подлинность Евангелия от Иоанна. Эти труды вызвали оживленную полемику. Догматические воззрения Бретшнейдера, изложенные им в «Handbuch der Dogmatik der evangelischen Kirche» (4 издание, 2 тома, Лейпциг, 1838), проникнуты началами рационализма. Многочисленны и его сочинения о церковных вопросах XIX века, об унии, о символе и прочем, которые он разрабатывал и в своих богословских романах. Следует упомянуть о его «Corpus reformatorum» и о его участии в «Allgemeine Kirchenzeitung». Его автобиография издана в Готе в 1851 г.